# Питильяно
Питильяно (итал. Pitigliano) — коммуна в Италии, располагается в области Тоскана, в провинции Гроссето.
Население составляет 4014 человек (2008 г.), плотность населения составляет 39 чел./км². Занимает площадь 103 км². Почтовый индекс — 58017. Телефонный код — 0564.
Покровителем населённого пункта считается святой Рох.

## Демография
Динамика населения:

## Администрация коммуны
- Официальный сайт: http://www.comune.pitigliano.gr.it/ Архивная копия от 3 февраля 2011 на Wayback Machine